# Límni Zaravínas
Límni Zaravínas är en sjö i Grekland.   Den ligger i regionen Epirus, i den nordvästra delen av landet, 300 km nordväst om huvudstaden Aten. Límni Zaravínas ligger 493 meter över havet. Arean är 0,24 kvadratkilometer.  Omgivningarna runt Límni Zaravínas är en mosaik av jordbruksmark och naturlig växtlighet. Den sträcker sig 0,6 kilometer i nord-sydlig riktning, och 0,6 kilometer i öst-västlig riktning.